# Zenón Díaz
Zenón Díaz (San Marcos, 31 dicembre 1880 – Rosario, 5 settembre 1948) è stato un calciatore argentino, di ruolo difensore.

## Caratteristiche tecniche
Giocava come difensore destro.

## Carriera

### Club
Iniziò la carriera da calciatore nel 1903, nel ruolo di portiere, disputando il suo primo incontro ufficiale con il Rosario Central. Dal ruolo di portiere passò poi a quello di difensore.
Fino al suo ritiro, avvenuto nel 1919, ha indossato la sola maglia del Rosario Central, con cui ha vinto quattro campionati nazionali e sette regionali.

### Nazionale
È stato il primo calciatore nativo a giocare per l'Argentina, con cui 
partecipò alla prima edizione della Copa América (del 1916).
Cronologia presenze in Nazionale
| Torneo                    | Data       | Stadio                            | Rivale            | Risultato |
| ------------------------- | ---------- | --------------------------------- | ----------------- | --------- |
| Partido amistoso          | 29-06-1905 | Sportivo Barracas (Buenos Aires)  | Nottingham Forest | 0-5       |
| Copa Lipton               | 15-08-1906 | Parque Central (Montevideo)       | Uruguay           | 2-0       |
| Partido amistoso          | 13-07-1913 | Parque Central (Montevideo)       | Uruguay           | 4-5       |
| Partido amistoso          | 27-04-1913 | Gimnasia y Esgrima (Buenos Aires) | Uruguay           | 0-0       |
| Copa Honor Argentino      | 31-08-1913 | Gimnasia y Esgrima (Buenos Aires) | Uruguay           | 2-0       |
| Partido amistoso          | 28-09-1913 | Gimnasia y Esgrima (Buenos Aires) | Uruguay           | 4-0       |
| Campeonato Sudamericano   | 17-07-1916 | Gimnasia y Esgrima (Buenos Aires) | Uruguay           | 0-0       |
| Copa Newton               | 15-08-1916 | Racing Club (Avellaneda)          | Uruguay           | 3-1       |
| Copa Honor Uruguayo       | 01-10-1916 | Parque Belvedere (Montevideo)     | Uruguay           | 1-0       |
| Copa Círculo de la Prensa | 29-10-1916 | Parque Central (Montevideo)       | Uruguay           | 1-3       |

## Palmarès

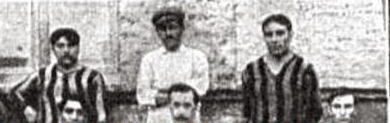
Ignacio Rota, Serapio Acosta y Zenón Díaz, la linea difensiva del 1913.

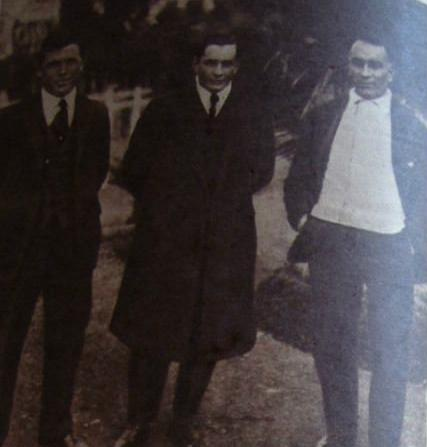
Harry Hayes, Ennis Hayes y Zenón Díaz nel pre- partita contro l'Uruguay nel Sudamericano 1916.

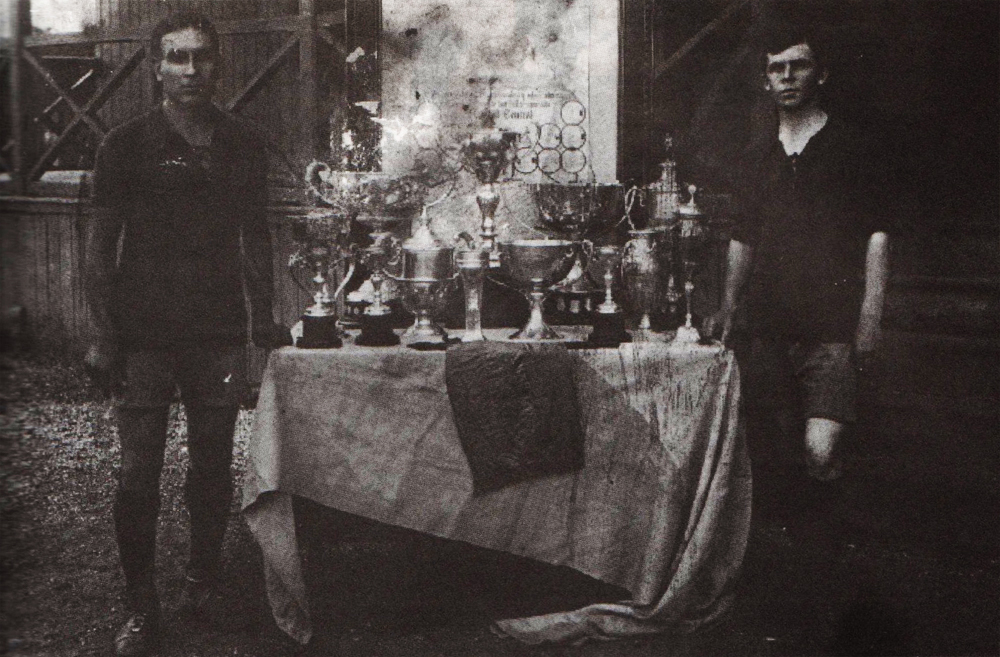
Zenón y Harry Hayes con alcuni trofei vinti dal Rosario Central.

### Club

#### Competizioni nazionali
- Copa Competencia La Nación

Rosario Central: 1913
- Copa Ibarguren: 1

Rosario Central: 1915
- Copa de Competencia Jockey Club: 1

Rosario Central: 1916
- Copa de Honor Municipalidad de Buenos Aires: 1

Rosario Central: 1916

#### Competizione regionali
- Copa Intendente Nicasio Vila: 6

Rosario Central: 1908, 1914, 1915, 1916, 1917, 1919
- es:Federación Rosarina de Football: 1

Rosario Central: 1913

### Nazionale
- Copa Lipton: 1

Argentina: 1906
- Copa Honor Argentino

Argentina: 1913
- Copa Newton: 1

Argentina: 1916
- Copa Honor Uruguayo

Argentina: 1916
- Copa Círculo de la Prensa

Argentina: 1916